# Cathédrale de Massa
La cathédrale de Massa est une église catholique romaine de Massa, en Italie. Il s'agit de la cathédrale du diocèse de Massa Carrare-Pontremoli.